# Szkoła Specjalnego Przeznaczenia
Szkoła Specjalnego Przeznaczenia Ludowego Komisariatu Spraw Wewnętrznych, SZON NKWD (ros. ШОН – Школa особого назначения, Szkoła Osobogo Naznaczenija) – szkoła radzieckiego cywilnego wywiadu zagranicznego (INO/INU/PGU), utworzona w 1938, po upadku ZSRR przemianowana na Akademię Wywiadu Zagranicznego Federacji Rosyjskiej (w 1994 roku).

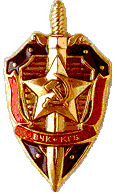
Symbol KGB

## Utworzenie
W latach 1920–1938 radziecki wywiad zagraniczny szkolił agentów w zwykłych moskiewskich lokalach mieszkalnych należących kolejno do CzeKa OGPU i NKWD). Domniemanym powodem utworzenia oficjalnej szkoły szpiegów był brak wyszkolonej kadry wywiadowczej, będący następstwem krwawych czystek przeprowadzonych na rozkaz Józefa Stalina w szeregach kadr wywiadowczych. 
SZON została utworzona rozkazem Ludowego Komisarza Spraw Wewnętrznych numer 00648 z 3 października 1938. Szkołę ukryto w środku lasu koło miejscowości Bałaszycha, piętnaście kilometrów na wschód od obwodnicy moskiewskiej.

## Szkolenie
Program nauczania obejmował cztery godziny nauki języków obcych dziennie, dwie godziny wykładów z technik wywiadowczych oraz wykłady z dziejów partii komunistycznej, historii, dyplomacji, filozofii, religioznawstwa i malarstwa, wszystko po to, aby zapoznać kursantów z burżuazyjną kulturą Zachodu. Do regularnych zajęć należały wieczorki muzyczne, a instruktorzy z doświadczeniem życia na Zachodzie uczyli kursantów w przyspieszonym tempie manier, dyplomatycznej etykiety, modnego stylu ubierania się i generalnie dobrego smaku. 

## Nowa kadra
W ciągu pierwszych trzech lat (1938–1941) SZON kończyło rocznie do 120 słuchaczy, samych mężczyzn (z wyjątkiem czterech kobiet). Jednym z absolwentów pierwszego rocznika SZON był Paweł Fitin, który wcześniej pracował w wydawnictwie rolniczym, a rok po ukończeniu szkoły, w maju 1939, był już szefem wywiadu zagranicznego (wówczas V Wydziału Głównego Zarządu Bezpieczeństwa Państwowego).

## Zmiany
Nazwę szkoły zmieniono 5 czerwca 1943 na Szkołę Wywiadu (RASZ) Pierwszego Zarządu NKWD (wywiad zagraniczny). Wówczas także przedłużono program nauczania do dwóch lat. Do zakończenia II wojny światowej szkołę wywiadu ukończyło około 200 oficerów wywiadu zagranicznego. W latach zimnej wojny szkoła nosiła kolejno nazwy: Wyższa Szkoła Wywiadu (kryptonim Szkoła Nr 101), Instytut Czerwonego Sztandaru oraz Instytut im. Andropowa (od nazwiska Jurija Andropowa, przewodniczącego KGB w latach 1967–1982). 
Po upadku ZSRR w 1991 i utworzeniu Federacji Rosyjskiej w październiku 1994 szkołę przemianowano ponownie na Akademię Wywiadu Zagranicznego Federacji Rosyjskiej, w której szkolą się dzisiejsi funkcjonariusze Służby Wywiadu Zagranicznego.